# Amphigerontia infernicola
Amphigerontia infernicola är en insektsart som först beskrevs av Chapman 1930.  Amphigerontia infernicola ingår i släktet Amphigerontia och familjen storstövsländor. Inga underarter finns listade i Catalogue of Life.